# Starlink

Logo

Starlink är en satellitkonstellation under utveckling av SpaceX. SpaceX började skjuta upp Starlink-satelliter år 2019 och i augusti 2022 bestod Starlink av omkring 2300 massproducerade små satelliter i låg omloppsbana som kommunicerar med mottagare på marken.  I juni 2022 gav Starlink internetåtkomst till över 500000 prenumeranter i 39 länder. SpaceX mål är att förse hela planeten med internetuppkoppling med ett fullutvecklat nätverk med över 40 000 Starlink-satelliter.
SpaceX har planer på att distribuera nästan 12 000 satelliter till tre olika höjder i mitten av 2020-talet. Det första steget består i att placera cirka 1 600 satelliter i omloppsbanor på 550 kilometers höjd följt av omkring 2 800 stycken på 1 150 kilometers höjd och 7 500 stycken på 340 kilometers höjd. Den sammanlagda kostnaden för projektet att designa, bygga och skjuta upp ett sådant nätverk, har uppskattas till nästan 10 miljarder amerikanska dollar.

## Betydelse och användning
Starlink-systemet är i provdrift sedan 2019 och kan sedan 2020 bokas av betalande abonnenter, som av en eller annan anledning inte kan nås av en tillfredsställande internetförsörjning på annat sätt.
Det har även använts vid olika typer av katastrofer, då den befintliga telekommunikations-infrastrukturen slagits ut:
- Vid översvämningskatastrofen i tyska Ahrweiler år 2021[5]
- I samband med den ryska invasionen av Ukraina 2022[6]

## Teknik
Satelliterna väger endast 260 kilo styck och tar emot data från jorden i form av radiovågor. Dessa kodas om till ljussignaler som skickas vidare som laserpulser mellan satelliterna. I glasfiber rör sig ljuset med max två tredjedelar av hastigheten jämfört med ljusets hastighet i vakuum. Dessutom går ljuset inte rakt mellan två punkter utan genom ett nätverk av kablar vilket gör att det sammantaget kan ta ungefär dubbelt så lång tid för en långväga signal att nå fram på marken. På kortare avstånd än 1000 km går det istället snabbare för en signal att nå fram på marken eftersom avståndet till och från marken till satelliterna i sig själv ökar avståndet med 1100 km. Radiovågor och laserpulser färdas med ljusets hastighet som är 300 000 km/s i vakuum.
SpaceX är inte först med dylika projekt. År 2008 skickades en satellit upp i rymden för att förse Japan och Mikronesien med bredband. Det som är nytt med Starlink är omfattningen och överföringshastigheten. Tidigare projekt har handlat om enstaka satelliter medan SpaceX mål är att bilda ett finmaskigt nät runt jorden i en omloppsbana.

## Historik

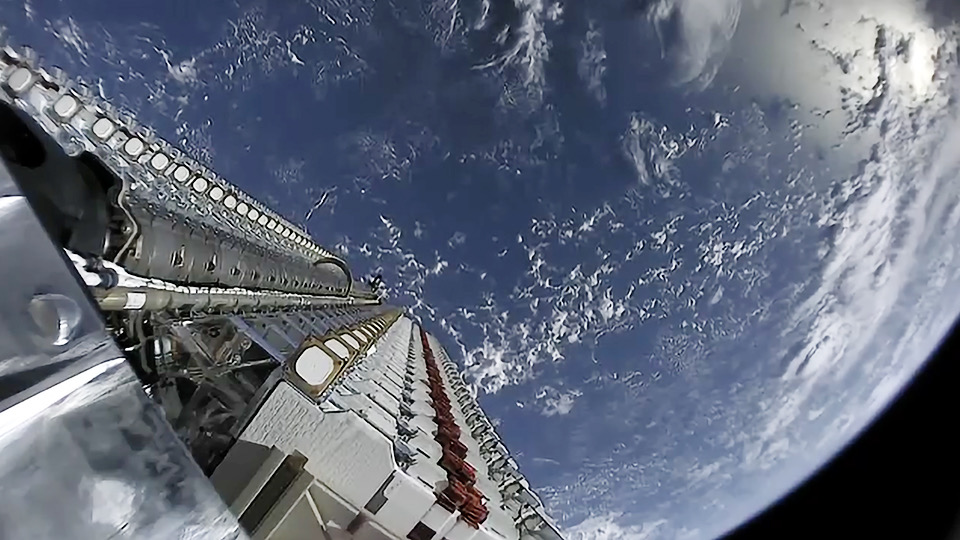
De 60 Starlinksatelliterna innan separering från raketsteget 24 maj 2019.

Utvecklingen inleddes 2015 och två prototypsatelliter sköts upp den 22 februari 2018. Testsatelliternas officiella namn är Microsat-2a och Microsat-2b, men de har även kallats ”Tintin A” och ”Tintin B” av Elon Musk. En andra uppsättning testsatelliter och den första stora uppskjutningen av en bit av konstellationen gjordes i maj 2019 när de första 60 operativa satelliterna sköts upp. Från och med september 2020 skjuter SpaceX upp upp till 60 satelliter åt gången, med sikte på att med hjälp av 1 440 satelliter tillhandahålla nästan global service i slutet av 2021 eller 2022. SpaceX släppte en privat beta-tjänst i norra USA och Kanada i augusti 2020 med en offentlig beta som följer i november 2020, en tjänst som börjar vid höga breddgrader mellan 44 ° och 52 ° norr. SpaceX släppte i Sverige först en offentlig beta i november 2021.
Bekymmer har uppkommit över den långsiktiga risken för rymdskräp som härrör från att placera tusentals satelliter i banor över 600 km, liksom den negativa inverkan på optisk astronomi och radioastronomi på jorden. Som svar har SpaceX sänkt satellitbanorna i Starlink till 550 km eller lägre och skjutit upp prototypsatelliter med antireflekterande beläggning och ett experimentellt solskydd.
Den 24 maj 2019 sköt SpaceX upp en första raket med 60 satelliter ombord. Deras färd över himlen kunde ses från jorden och föranledde en våg av UFO-rapporteringar.
Andra satellitkonstellationer som är under utveckling för att förse hela planeten med internetuppkoppling är Amazon Kuiper och OneWeb.
Första Generationen
Innehåller alla v0.9 och första generationens satelliter. Tintin A och Tintin B som test-satelliter är inte inkluderade
| Steg | Gruppbeteckning | Omloppsbanans höjd (km) | Orbitalplan | Satelliter per plan | Satelliter | Banlutning | Obligatoriskt slutdatum | Obligatoriskt slutdatum | Operativa satelliter 4 November 2023 | Operativa satelliter 4 November 2023 | Operativa satelliter 4 November 2023  |
| Steg | Gruppbeteckning | Omloppsbanans höjd (km) | Orbitalplan | Satelliter per plan | Satelliter | Banlutning | Halv                    | Full                    | Aktiva                               | Deorbit                              | Satelliter som behövs för slutförande |
| ---- | --------------- | ----------------------- | ----------- | ------------------- | ---------- | ---------- | ----------------------- | ----------------------- | ------------------------------------ | ------------------------------------ | ------------------------------------- |
| 1    | Grupp 1         | 550                     | 72          | 22                  | 1584       | 53.0°      | Mars 2024               | Mars 2027               | 1445                                 | 280                                  | 139                                   |
| 1    | Grupp 4         | 540                     | 72          | 22                  | 1584       | 53.2°      | Mars 2024               | Mars 2027               | 1566                                 | 71                                   | 18                                    |
| 1    | Grupp 2         | 570                     | 36          | 20                  | 720        | 70°        | Mars 2024               | Mars 2027               | 403                                  | 5                                    | 317                                   |
| 1    | Grupp 3         | 560                     | 6           | 58                  | 348        | 97.6°      | Mars 2024               | Mars 2027               | 233                                  | 10                                   | 115                                   |
| 1    | Grupp 5         | 560                     | 4           | 43                  | 172        | 97.6°      | Mars 2024               | Mars 2027               | 0                                    | 0                                    | 172                                   |
| 2    |                 | 335.9                   |             |                     | 2493       | 42.0°      | November 2024           | November 2027           | 0                                    |                                      |                                       |
| 2    |                 | 340.8                   |             |                     | 2478       | 48.0°      | November 2024           | November 2027           | 0                                    |                                      |                                       |
| 2    |                 | 345.6                   |             |                     | 2547       | 53.0°      | November 2024           | November 2027           | 0                                    |                                      |                                       |

Andra Generation
| Steg | Gruppbeteckning | Omloppsbanans höjd (km) | Orbitalplan | Satelliter per plan | Satelliter | Banlutning | Obligatoriskt slutdatum | Obligatoriskt slutdatum | Operativa satelliter 3 Januari 2024 | Operativa satelliter 3 Januari 2024 | Operativa satelliter 3 Januari 2024   |
| Steg | Gruppbeteckning | Omloppsbanans höjd (km) | Orbitalplan | Satelliter per plan | Satelliter | Banlutning | Halv                    | Full                    | Aktiva                              | Deorbit                             | Satelliter som behövs för slutförande |
| ---- | --------------- | ----------------------- | ----------- | ------------------- | ---------- | ---------- | ----------------------- | ----------------------- | ----------------------------------- | ----------------------------------- | ------------------------------------- |
| 1    | Grupp 5         | 530                     |             |                     | 3360       | 43         | 1 December 2028         | 1 December 2031         | 692                                 | 7                                   | 1860                                  |
| 1    | Grupp 6         | 559                     |             |                     | 3360       | 43         | 1 December 2028         | 1 December 2031         | 808                                 | 26                                  | 1860                                  |
| 1    | Grupp 7         | 525                     |             |                     | 3360       | 53         | 1 December 2028         | 1 December 2031         | 191                                 | 3                                   | 3169                                  |
| 1    | Grupp 8         | 535                     |             |                     | 3360       | 33         | 1 December 2028         | 1 December 2031         | 0                                   | 0                                   | 3360                                  |

Med osäkerheten kring när Starship kommer att kunna skicka upp andra generationens satelliter gjorde SpaceX ändringar i den ursprungliga V2-designen till en mindre, mer kompakt version kallad "V2 Mini". Denna justering möjliggjorde för Falcon 9 att transportera dessa satelliter, om än inte lika många, till omloppsbana. Den första uppsättningen av 21 sådana satelliter sköts upp den 27 februari 2023.